# Médaille d'or Gerhard-Herzberg en sciences et en génie du Canada
La médaille d’or Gerhard-Herzberg en sciences et en génie du Canada ou médaille Herzberg est décernée par le Conseil de recherches en sciences naturelles et en génie (CRSNG) du Canada pour souligner « des contributions en recherche se distinguant par leur excellence et leur influence ». 
Avant l'an 2000, le CRSNG décernait la médaille d’or en sciences et en génie du Canada, avant de renommer le prix en l'honneur de Gerhard Herzberg (1904-1999), lauréat du prix Nobel de chimie de 1971.

## Récipiendaires
| Année | Récipiendaire           | Affiliation | Domaine |
| ----- | ----------------------- | --- | --- |
| 1991  | Raymond Lemieux         | Université de l'Alberta | Chimie |
| 1992  | William Fyfe            | Université de Western Ontario | Sciences de la Terre |
| 1993  | Pierre Deslongchamps    | Université de Sherbrooke | Chimie |
| 1994  | Alan Davenport (en)     | University of Western Ontario | Génie civil |
| 1995  | Peter Hochachka (en)    | Université de la Colombie-Britannique                                                                                                | Zoologie |
| 1996  | Stephen Hanessian       | Université de Montréal | Chimie |
| 1997  | Keith Brimacombe        | Université de la Colombie-Britannique                                                                                                | Métallurgie |
| 1998  | Keith Ingold            | Conseil national de recherches Canada                                                                                                | Chimie |
| 1999  | James Arthur            | Université de Toronto | Mathématiques |
| 2000  | Howard Alper            | Université d'Ottawa | Chimie |
| 2001  | David Schindler (en)    | Université de l'Alberta | Biologie |
| 2002  | Tito Scaiano (en)       | Université d'Ottawa | Chimie |
| 2003  | Arthur B. McDonald      | Université Queen's | Physique |
| 2004  | John Smol (en)          | Université Queen's | Biologie |
| 2005  | David Dolphin           | Université de la Colombie-Britannique                                                                                                | Biochimie |
| 2006  | Richard Bond            | Université de Toronto | Astrophysique |
| 2007  | John Polanyi            | Université de Toronto | Chimie |
| 2008  | Paul Corkum             | Université d'Ottawa Conseil national de recherches Canada                                                                            | Physique |
| 2009  | Gilles Brassard         | Université de Montréal | Informatique |
| 2010  | Geoffrey Hinton         | Université de Toronto | Intelligence artificielle |
| 2011  | W. Richard Peltier (en) | Université de Toronto | Sciences de la Terre |
| 2012  | Stephen Cook            | Université de Toronto | Informatique |
| 2013  | W. Ford Doolittle       | Dalhousie University | Biochimie |
| 2014  | Aucun                   | À partir de 2015, le prix est décerné pour l'année où on a annoncé le nom du lauréat et non pour l'année où le concours a été lancé. | À partir de 2015, le prix est décerné pour l'année où on a annoncé le nom du lauréat et non pour l'année où le concours a été lancé. |
| 2015  | Axel Becke              | Dalhousie University | Chimie |
| 2016  | Victoria Kaspi          | Université McGill | Astrophysique |
| 2017  | Jeff Dahn               | Université Dalhousie | Physique |
| 2018  | Lewis E. Kay            | Université de Toronto | Biochimie |
| 2019  | Barbara Sherwood Lollar | Université de Toronto | Géologie |
| 2020  | Molly Shoichet          | Université de Toronto | Biotechnologie |
| 2021  | Sajeev John             | Université de Toronto | Physique |
| 2022  | Lenore Fahrig (en)      | Université Carleton | Biologie |
| 2023  | Yoshua Bengio           | Université de Montréal | Intelligence artificielle |
| 2024  | Kerry Rowe (en)         | Université Queen's | Géosynthétique |